# Stare Miasto (Królewiec)

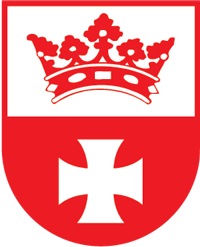
Herb Starego Miasta

Stare Miasto (niem. Altstadt) – część Królewca, pierwotnie samodzielne miasto. 
Stare Miasto jako samodzielny organizm administracyjny kształtowało się nad Pregołą w latach 1255–1724 u stóp zamku będącego rezydencją władców Prus Zakonnych i później księcia Prus. Centrum Starego Miasta stanowił Rynek Staromiejski, mający wydłużony kształt, podobnie jak Długi Targ w Gdańsku. Kościół parafialny nosił wezwanie św. Mikołaja. W 1724 r. zostało połączone w jeden organizm miejski wraz z Lipnikiem i Knipawą. Po 1900 r. gęsta zabudowa dzielnicy nabrała charakteru wielkomiejskiego. W wyniku nalotów alianckich w 1944 i walk podczas oblężenia miasta w 1945 r., Stare Miasto zostało niemal doszczętnie zniszczone, następnie ruiny rozebrano, zacierając wszelkie ślady historycznej siatki urbanistycznej.
Dzisiaj znajduje się na tym terenie częściowo prospekt Lenina (wcześniej Steindamm), tzw. "Plac centralny" (na miejscu zamku) i tereny zielone rozciągające się wzdłuż rzeki.

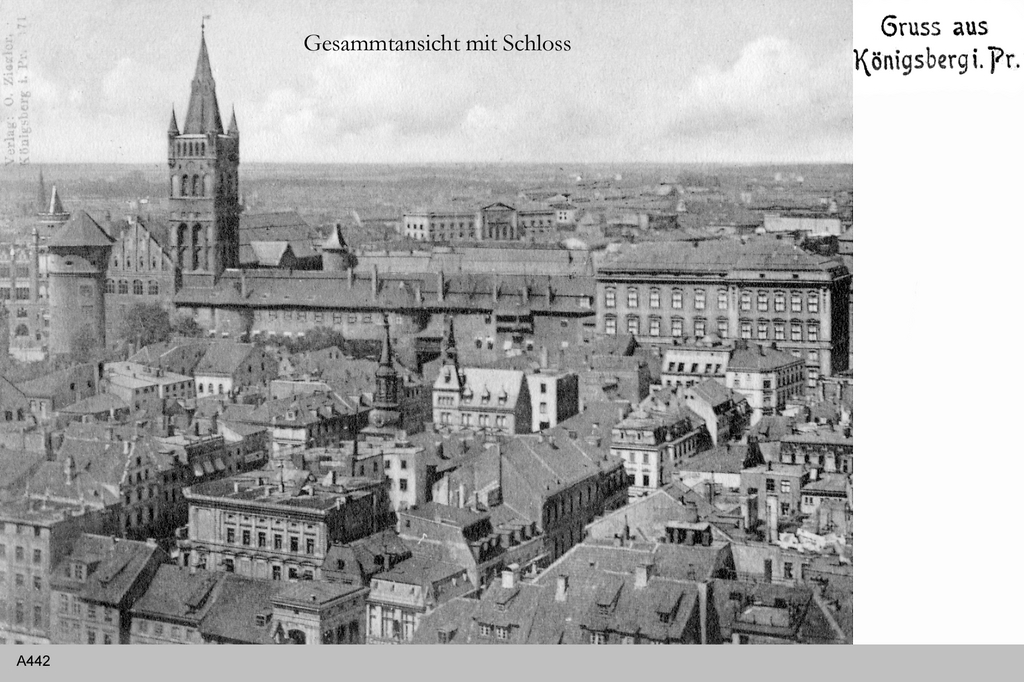
Zamek i Stare Miasto w Królewcu w 1907 r.